# St. Oswald (Ehringen)

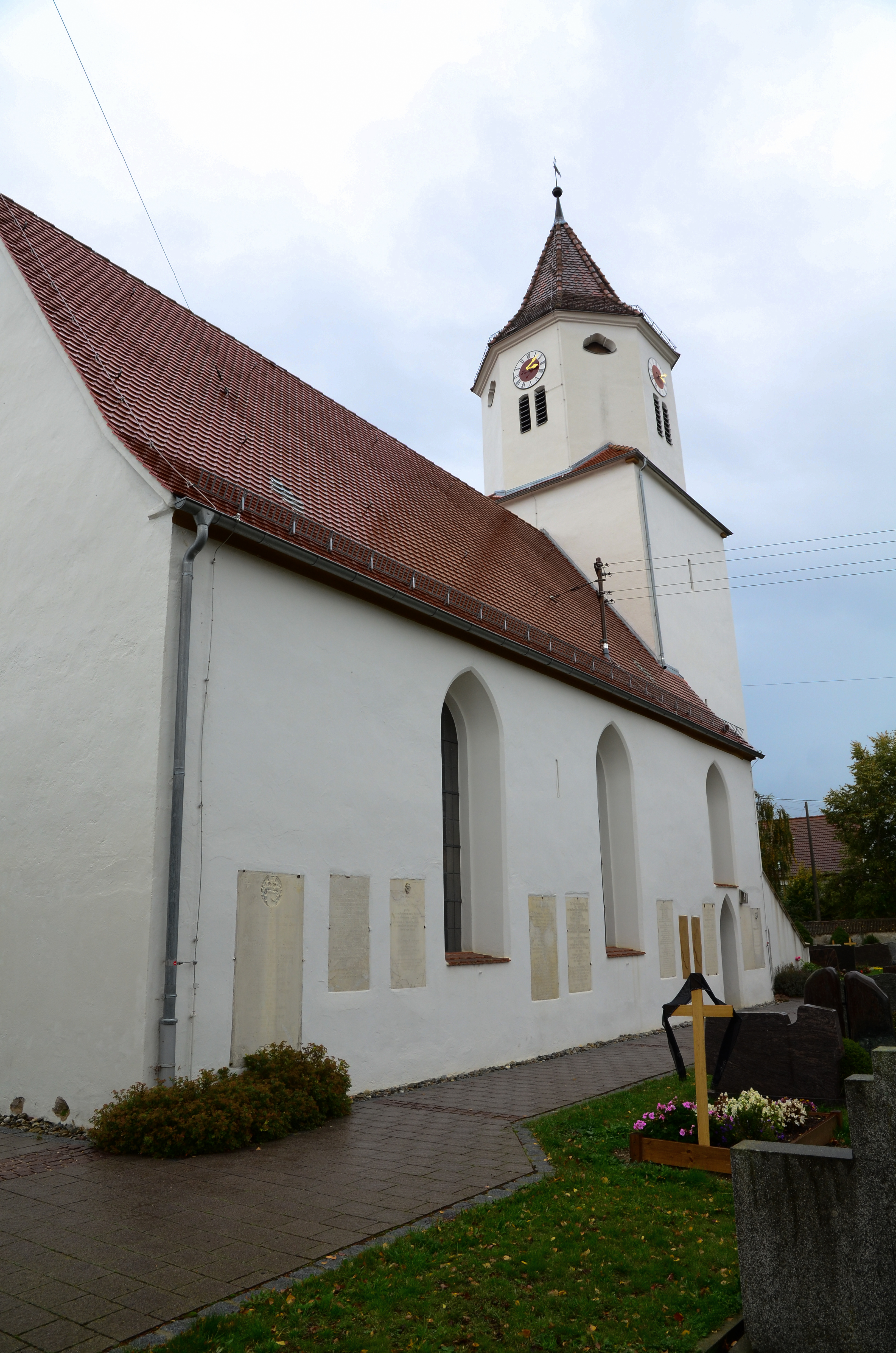
St. Oswald in Ehringen

Die evangelisch-lutherische Pfarrkirche St. Peter und Paul steht in Ehringen, einem Ortsteil von Wallerstein im schwäbischen Landkreis Donau-Ries in Bayern. Das Bauwerk ist in der Liste der Baudenkmäler in Wallerstein als Baudenkmal unter der Nr. D-7-79-224-69 eingetragen. Die Kirchengemeinde gehört zum Dekanat Donau-Ries der Evangelisch-Lutherischen Kirche in Bayern.

## Beschreibung

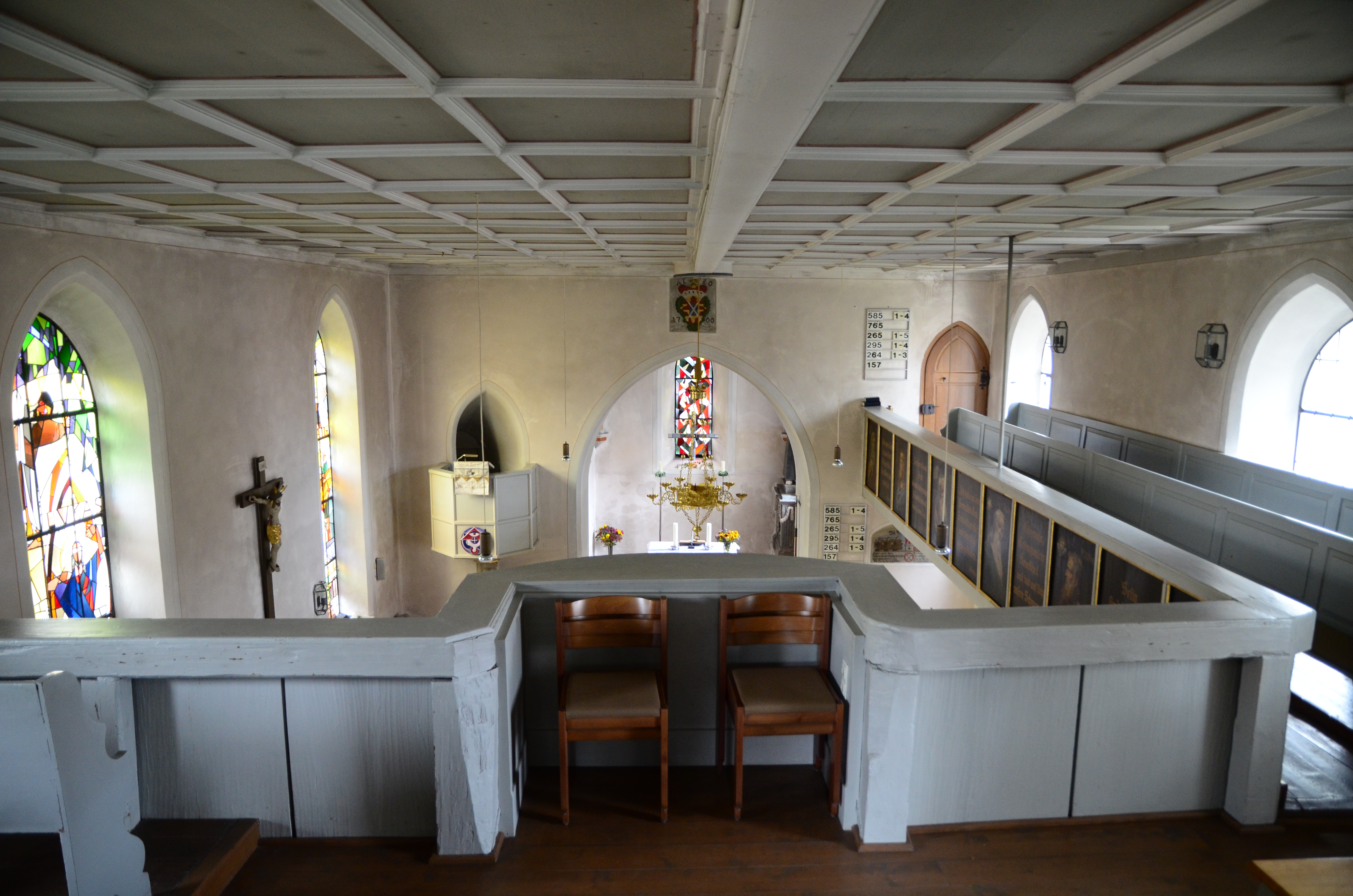
Blick von der Empore

Die unteren Geschosse des im Kern gotischen Chorturms sind um 1300 auf quadratischem Grundriss im Osten des Langhauses entstanden. Nach seinem Einsturz wurde er 1653 erneuert. Dabei erhielt er ein achteckiges Obergeschoss aus verputztem Holzfachwerk, das die Turmuhr und den Glockenstuhl beherbergt. Darauf sitzt ein achtseitiges Zeltdach. Zeitgleich wurde die Sakristei an der Nordwand des Chorturms angebaut.
Der Innenraum des Langhauses ist mit einer Kassettendecke überspannt, der in das Erdgeschoss des Chorturms eingebaute Chor mit einem Kreuzrippengewölbe. Über dem Chorbogen befindet sich das Oettinger Wappen.